# Ethel Snowden
Ethel Snowden, viscountessa Snowden, född Ethel Annakin den 8 september 1881 i Pannal nära Harrogate, North Yorkshire, död 22 februari 1951 i Wimbledon i London, var en brittisk socialistisk och feministisk politiker. 
Ethel Snowden var kristen socialist och Labourpolitiker och är framför allt känd som en av de ledande i rörelsen för kvinnlig rösträtt i Storbritannien. Hon engagerade sig också för nykterhet och i fredsrörelsen under första världskriget.
Hennes bok Through Bolshevik Russia var mycket kritisk mot den politiska utvecklingen i Ryssland efter bolsjevikernas maktövertagande, vilket var kontroversiellt i den brittiska vänstern vid denna tid. I boken användes även begreppet järnridå för första gången som liknelse av gränsen mot kommunisterna.
Från 1905 var hon gift med Labourpolitikern Philip Snowden.

### Böcker
- The Woman Socialist (1907)
- The Feminist Movement (1913)
- Through Bolshevik Russia (1920)
- A Political Pilgrim in Europe (1920)

### Småskrifter
- Women:A Few Shrieks (1907)
- Women and the State (1907)
- British Standards of Child Welfare (1926)
- Welfare as Tested by ’The Declaration of Geneva’ (1926)